# Jaroslaw III. Jaroslawitsch
Jaroslaw III. Jaroslawitsch (russisch Ярослав ІІІ. Ярославич; * 1230; † 1272) war ab 1264 Großfürst von Twer und Wladimir aus dem Geschlecht der Rurikiden. Er war der älteste Sohn Jaroslaw II.

## Leben
Jaroslaw folgte seinem älteren Bruder Alexander Newski auf den Großfürstenstuhl. Alexanders Sohn Dimitri war zuvor aus der wichtigen Handelsstadt Nowgorod vertrieben worden. Die Anerkennung Jaroslaws durch die dortige Stadtbevölkerung bedeutete zugleich seine Durchsetzung als Großfürst. Anders als bis dahin üblich verlegte Jaroslaw seinen Herrschaftssitz nicht aus seinem ererbten Teilfürstentum Twer in den Hauptort Wladimir. Mit ihm begann ein Prozess des Niedergangs der Großfürstenwürde und der Stadt Wladimir. Twer und Nowgorod, später auch Moskau, wurden die wichtigsten Städte. Jaroslaw und seine Nachfolger konnten sich kaum noch als Hegemonen den anderen Wladimirern und russischen Fürsten gegenüber durchsetzen. Auch gegenüber der Goldenen Horde traten sie zunehmend nicht mehr als Vasallen, sondern als unterwürfige Bittsteller auf.
Eine wichtige Entwicklung während der Herrschaft Jaroslaw III. war die Durchsetzung von Souveränitätsrechten seitens der Stadtbevölkerung Nowgorods. Schon beim Herrschaftsantritt war ein Vertrag zwischen dem Großfürsten und der Stadtbevölkerung aufgesetzt worden, der Rechte und Pflichten beider Seiten festhielt. 1270 kam es zu gewaltsamen Auseinandersetzungen, die schließlich damit endeten, dass Jaroslaw Nowgorod zahlreiche Privilegien erteilte. Unter anderem durfte er in der Stadt nur ortsansässige Beamte einsetzen und ohne Beratung durch Vertreter der Stadt kein Recht über Nowgoroder sprechen.

## Ehen und Nachkommen
Jaroslaw III. vermählte sich in erster Ehe mit einer Frau unbekannter Herkunft, die am 16. September 1252 ermordet wurde, und 1263 in 2. Ehe mit Ksenia Jurewna, einer Tochter des Bojaren Juri Michailawitsch aus Nowgorod. Aus erster Ehe hatte er einen Sohn, aus zweiter zwei Söhne und zwei Töchter.
Nachkommen:
1. Swjatoslaw Jaroslawitsch, † 1282/85, 1266 Fürst von Pleskau (Pskow),  1241 Großfürst von Twer, (aus der ersten  Ehe)  ⚭  Ne, eine Frau unbekannter Herkunft, die  1328 verstarb. (keine Kinder)
2. Michail  Jaroslawitsch (* 1271, † 22. November 1318), um 1282/85 Großfürst von Twer, 1315/18 Großfürst von Wladimir, 1312 Fürst von Nowgorod, ⚭  Anna Dimitriewna von Rostow (* um 1280, † 3. Oktober 1368), die 1650 als Anna von Kaschin heiliggesprochen wurde.  Sie war eine Tochter des Dimitri Borissowitsch (* 11. September 1253, † 1293/94), der  1276–1286 Fürst von Rostow und 1289 Fürst von Uglitsch war.[2] (Nachkommen)
3. Ne Jaroslawna, † 1286, & Juri Lwowitsch König von Galizien (1300 – 1308)(ein Sohn,† jung)
4. Sofia Jaroslawna, 1291 Nonne
5. Danil Jaroslawitsch, † 1286